# Ploștina (okręg Dolj)
Ploștina – wieś w Rumunii, w okręgu Dolj, w gminie Melinești. W 2011 roku liczyła 23 mieszkańców.